# Provinz Magdeburg
Die preußische Provinz Magdeburg bestand im Verband des Deutschen Reiches von 1944 bis 1945.

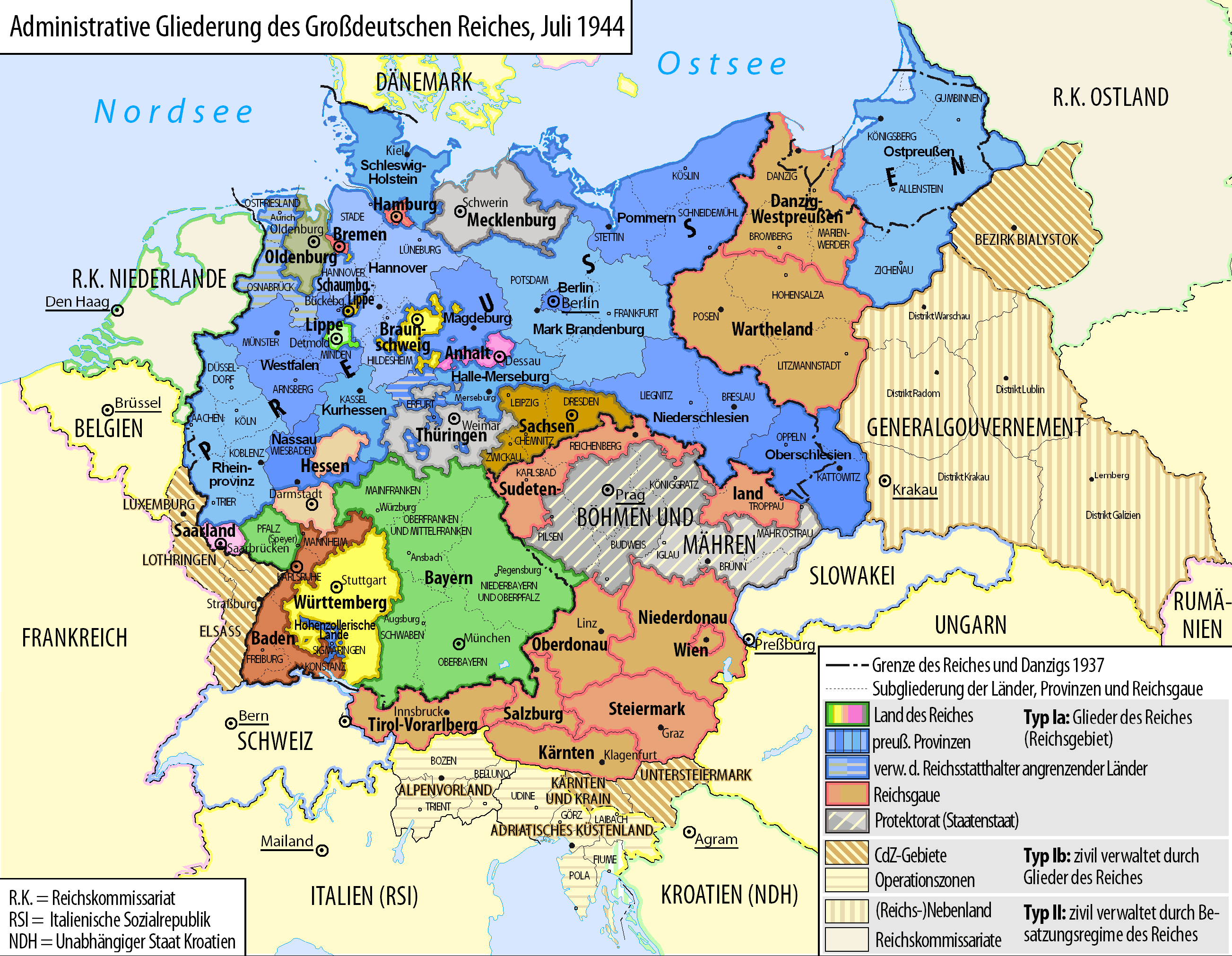
Großdeutsches Reich (Länder und Gaue) 1944

## Geschichte
Durch den „Erlaß des Führers über die Aufgliederung der Provinz Sachsen“ vom 1. April 1944 wurde die preußische Provinz Sachsen zum 1. Juli 1944 aufgelöst, um die Verwaltungsbezirke an die Reichsverteidigungsbezirke anzugleichen. Aus dem nördlichsten Regierungsbezirk der bisherigen Provinz Sachsen wurde die Provinz Magdeburg mit Sitz in Magdeburg gebildet, der mittlere Bezirk wurde zur Provinz Halle-Merseburg.
Zum Oberpräsidenten der Provinz Magdeburg wurde der Reichsstatthalter für die Länder Anhalt und Braunschweig und NSDAP-Gauleiter im Gau Magdeburg-Anhalt mit Sitz in Dessau Rudolf Jordan bestellt. Die Behörde des Oberpräsidenten wurde mit der Magdeburger Bezirksregierung verschmolzen, der Vertreter des Oberpräsidenten erhielt die Aufgaben des Magdeburger Regierungspräsidenten übertragen.
Nach der Eroberung Magdeburgs durch US-amerikanische Truppen im April 1945 blieb die Provinz Magdeburg zunächst bestehen. An die Stelle von Gauleiter Jordan, der aus Magdeburg geflohen war, trat der bisherige Regierungsrat Götz von Götz, dem die Leitung sowohl der Regierung wie auch des Oberpräsidiums in Magdeburg übertragen wurde. Nach der Übernahme Magdeburgs durch die Sowjets im Juli 1945 wurde die Provinz Magdeburg der am 9./23. Juli 1945 aus den Provinzen Magdeburg und Halle-Merseburg sowie dem Land Anhalt neu errichteten „Provinz Sachsen“ eingegliedert, welche später „Provinz Sachsen-Anhalt“ genannt wurde und 1947 schließlich im neuen Land Sachsen-Anhalt aufging.

## Verwaltungsgliederung
Die Provinz Magdeburg umfasste den in der aufgelösten preußischen Provinz Sachsen bestandenen Regierungsbezirk Magdeburg mit der entsprechenden Anzahl von Stadt- und Landkreisen.

### Stadtkreise
1. Aschersleben
2. Burg b. M.
3. Halberstadt
4. Magdeburg
5. Quedlinburg
6. Stendal

### Landkreise
1. Calbe a./S.
2. Gardelegen
3. Haldensleben
4. Jerichow I [Sitz: Burg b. M.]
5. Jerichow II [Sitz: Genthin]
6. Oschersleben (Bode)
7. Osterburg
8. Quedlinburg
9. Salzwedel
10. Stendal
11. Wanzleben
12. Wernigerode
13. Wolmirstedt

## Oberpräsidenten
- 1944–1945: Rudolf Jordan